# آبده‌گاه
آبده‌گاه
یکی از روستاهای قدیمی از توابع شهرستان باشت واقع در استان کهگیلویه و بویراحمد است.آب این روستا سابق از چشمه انارستان به وسیله لوله کشی و همچنین چاه‌های دست‌ساز و چشمه‌های اطراف تأمین می‌شد.اکنون با کم شدن آب چاه و چشمه‌های اطراف، دولت با حفر چاههای عمیق و لوله کشی آب روستای آبده‌گاه و روستاهای اطراف مانند کلگان، سرابیز، گروس، نارگ‌موسی، مله‌تم، موری‌کش، پنبه زار و بوسنگان را تأمین کرده‌است. جمعیت آبده‌گاه (علیا و سفلی) در گذشته مجموعاًَ ۱۰۰۰ نفر (۱۰۰ خانوار) تخمین زده می‌شد ولی اکنون با مهاجرت روستائیان به کمتر از 50 خانوار رسیده است.

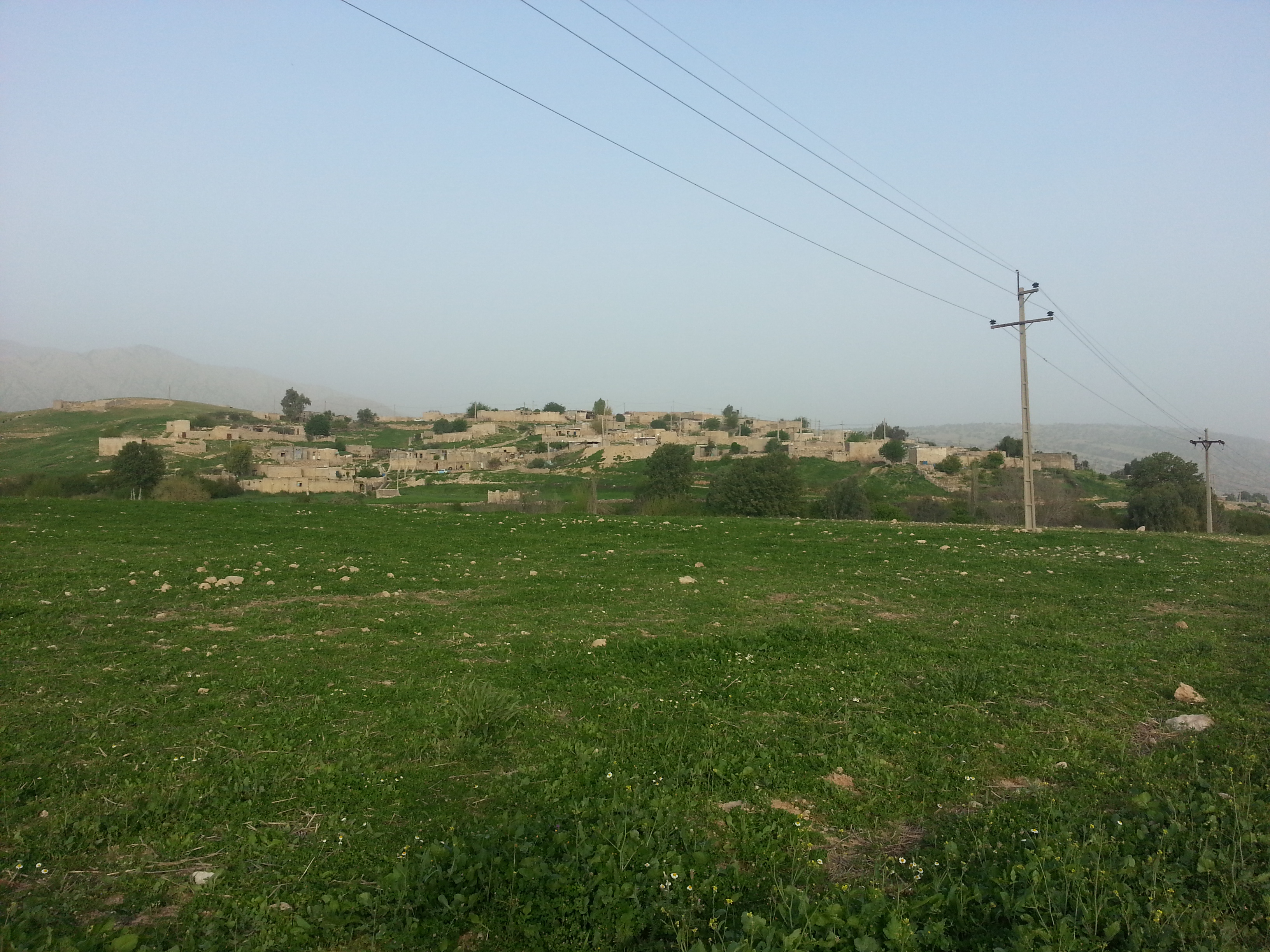
روستای آبده گاه (بخش علیا)

آبده گاه به دو بخش علیا و سفلی تقسیم شده‌است. در اصطلاح محلی به اهالی بخش علیا پیچابی و به اهالی بخش سفلی دولیاری گفته می‌شود.
مردم روستا به کشاورزی و دامپروری مشغول هستند. بسیاری از روستائیان به علت کمبود درآمد، خشکسالی و نیاز به اشتغال به شهر باشت، شهرستان گچساران یا دیگر شهرهای اطراف مهاجرت کرده‌اند.